# Elecciones municipales de 2015 en la provincia de Alicante
Las Elecciones Municipales de 2015 en la provincia de Alicante se celebraron el 24 de mayo de 2015, junto con las elecciones a las Cortes Valencianas de 2015.

## Resultados electorales

### Resultados globales
| ← Elecciones municipales de 2015 en la provincia de Alicante → |         |           |            |            |
| Partido                                                        | Votos   | Variación | Porcentaje | Concejales |
| Participación                                                  | 846 973 | 13 937    | 65,54 %    | -          |
| Votos nulos                                                    | 12 915  | 301       | 1,52 %     | -          |
| Voto en blanco                                                 | 11076   | 4935      | 1,33 %     | -          |
| PP                                                             | 250 157 | 145 798   | 29,99 %    | 638        |
| PSOE                                                           | 211 425 | 31388     | 25,35 %    | 508        |
| Compromís                                                      | 81195   | 39094     | 9,73 %     | 167        |
| Cs                                                             | 80681   | 80681     | 9,67 %     | 79         |
| EUPV - Els Verds                                               | 73340   | 28698     | 8,79 %     | 78         |
| UPyD                                                           | 16993   | 1214      | 2,04 %     | 11         |

### Resultados en los principales municipios
En la siguiente tabla se muestran los resultados electorales en los 20 municipios más habitados de la provincia de Alicante.
| Municipio                                    | Municipio                             | Alcalde y gobierno saliente                                                         | Partido    | Votos | %     | Concejales | +/- | Alcalde y gobierno electo                                                           |
| -------------------------------------------- | ------------------------------------- | ----------------------------------------------------------------------------------- | ---------- | ----- | ----- | ---------- | --- | ----------------------------------------------------------------------------------- |
|                                              | Alicante 29 concejales                | - Alcalde: Miguel Valor (PP) - Gobierno municipal: PP                               | PP         | 38490 | 25,58 | 8          | 10  | - Alcalde: Gabriel Echávarri (PSOE) - Gobierno municipal: PSOE                      |
| PSOE                                         | Alicante 29 concejales                | - Alcalde: Miguel Valor (PP) - Gobierno municipal: PP                               | 30526      | 20,29 | 6     | 2          |     | - Alcalde: Gabriel Echávarri (PSOE) - Gobierno municipal: PSOE                      |
| Ganar Alicante                               | Alicante 29 concejales                | - Alcalde: Miguel Valor (PP) - Gobierno municipal: PP                               | 28156      | 18,71 | 6     | 4          |     | - Alcalde: Gabriel Echávarri (PSOE) - Gobierno municipal: PSOE                      |
| C’s                                          | Alicante 29 concejales                | - Alcalde: Miguel Valor (PP) - Gobierno municipal: PP                               | 28132      | 18,70 | 6     | 6          |     | - Alcalde: Gabriel Echávarri (PSOE) - Gobierno municipal: PSOE                      |
| Compromís                                    | Alicante 29 concejales                | - Alcalde: Miguel Valor (PP) - Gobierno municipal: PP                               | 13582      | 9,03  | 3     | 3          |     | - Alcalde: Gabriel Echávarri (PSOE) - Gobierno municipal: PSOE                      |
|                                              | Elche 27 concejales                   | - Alcalde: Mercedes Alonso (PP) - Gobierno municipal: PP                            | PP         | 32878 | 29,63 | 9          | 5   | - Alcalde: Carlos González Serna (PSOE) - Gobierno municipal: PSOE                  |
| PSOE                                         | Elche 27 concejales                   | - Alcalde: Mercedes Alonso (PP) - Gobierno municipal: PP                            | 29071      | 26,20 | 8     | 4          |     | - Alcalde: Carlos González Serna (PSOE) - Gobierno municipal: PSOE                  |
| Compromís                                    | Elche 27 concejales                   | - Alcalde: Mercedes Alonso (PP) - Gobierno municipal: PP                            | 15293      | 13,78 | 4     | 4          |     | - Alcalde: Carlos González Serna (PSOE) - Gobierno municipal: PSOE                  |
| C’s                                          | Elche 27 concejales                   | - Alcalde: Mercedes Alonso (PP) - Gobierno municipal: PP                            | 10694      | 9,64  | 3     | 3          |     | - Alcalde: Carlos González Serna (PSOE) - Gobierno municipal: PSOE                  |
| Ilicitanos por Elche                         | Elche 27 concejales                   | - Alcalde: Mercedes Alonso (PP) - Gobierno municipal: PP                            | 7267       | 6,55  | 2     | 2          |     | - Alcalde: Carlos González Serna (PSOE) - Gobierno municipal: PSOE                  |
| Partido de Elche                             | Elche 27 concejales                   | - Alcalde: Mercedes Alonso (PP) - Gobierno municipal: PP                            | 6487       | 5,85  | 1     | 0          |     | - Alcalde: Carlos González Serna (PSOE) - Gobierno municipal: PSOE                  |
|                                              | Torrevieja 25 concejales              | - Alcalde: Eduardo Dolón (PP) - Gobierno municipal: PP                              | PP         | 8995  | 37,98 | 11         | 4   | - Alcalde: José Manuel Dolón (Los Verdes) - Gobierno municipal: Los Verdes          |
| PSOE                                         | Torrevieja 25 concejales              | - Alcalde: Eduardo Dolón (PP) - Gobierno municipal: PP                              | 3934       | 16,61 | 4     | 2          |     | - Alcalde: José Manuel Dolón (Los Verdes) - Gobierno municipal: Los Verdes          |
| Los Verdes                                   | Torrevieja 25 concejales              | - Alcalde: Eduardo Dolón (PP) - Gobierno municipal: PP                              | 3278       | 13,84 | 4     | 2          |     | - Alcalde: José Manuel Dolón (Los Verdes) - Gobierno municipal: Los Verdes          |
| Sueña Torrevieja                             | Torrevieja 25 concejales              | - Alcalde: Eduardo Dolón (PP) - Gobierno municipal: PP                              | 1842       | 7,78  | 2     | 2          |     | - Alcalde: José Manuel Dolón (Los Verdes) - Gobierno municipal: Los Verdes          |
| C's                                          | Torrevieja 25 concejales              | - Alcalde: Eduardo Dolón (PP) - Gobierno municipal: PP                              | 1582       | 6,68  | 2     | 2          |     | - Alcalde: José Manuel Dolón (Los Verdes) - Gobierno municipal: Los Verdes          |
| Alternativa Popular de Torrevieja            | Torrevieja 25 concejales              | - Alcalde: Eduardo Dolón (PP) - Gobierno municipal: PP                              | 1528       | 6,45  | 1     | 3          |     | - Alcalde: José Manuel Dolón (Los Verdes) - Gobierno municipal: Los Verdes          |
| EUPV                                         | Torrevieja 25 concejales              | - Alcalde: Eduardo Dolón (PP) - Gobierno municipal: PP                              | 1501       | 6,34  | 1     | 1          |     | - Alcalde: José Manuel Dolón (Los Verdes) - Gobierno municipal: Los Verdes          |
|                                              | Orihuela 25 concejales                | - Alcalde: Monserrate Guillén (Los Verdes) - Gobierno municipal: Los Verdes         | PP         | 10652 | 36,39 | 11         | 1   | - Alcalde: Emilio Bascuñana (PP) - Gobierno municipal: PP                           |
| PSOE                                         | Orihuela 25 concejales                | - Alcalde: Monserrate Guillén (Los Verdes) - Gobierno municipal: Los Verdes         | 7450       | 25,45 | 8     | 2          |     | - Alcalde: Emilio Bascuñana (PP) - Gobierno municipal: PP                           |
| C's                                          | Orihuela 25 concejales                | - Alcalde: Monserrate Guillén (Los Verdes) - Gobierno municipal: Los Verdes         | 2866       | 9,79  | 3     | 3          |     | - Alcalde: Emilio Bascuñana (PP) - Gobierno municipal: PP                           |
| Cambiemos Orihuela                           | Orihuela 25 concejales                | - Alcalde: Monserrate Guillén (Los Verdes) - Gobierno municipal: Los Verdes         | 2680       | 9,16  | 2     | 2          |     | - Alcalde: Emilio Bascuñana (PP) - Gobierno municipal: PP                           |
| Foro Demócrata                               | Orihuela 25 concejales                | - Alcalde: Monserrate Guillén (Los Verdes) - Gobierno municipal: Los Verdes         | 1508       | 5,15  | 1     | 1          |     | - Alcalde: Emilio Bascuñana (PP) - Gobierno municipal: PP                           |
|                                              | Benidorm 25 concejales                | - Alcalde: Agustín Navarro (PSOE) - Gobierno municipal: PSOE                        | PP         | 6709  | 26,90 | 8          | 3   | - Alcalde: Antonio Pérez (PP) - Gobierno municipal: PP                              |
| PSOE                                         | Benidorm 25 concejales                | - Alcalde: Agustín Navarro (PSOE) - Gobierno municipal: PSOE                        | 5416       | 21,72 | 7     | 4          |     | - Alcalde: Antonio Pérez (PP) - Gobierno municipal: PP                              |
| Ciudadanos por Benidorm                      | Benidorm 25 concejales                | - Alcalde: Agustín Navarro (PSOE) - Gobierno municipal: PSOE                        | 3062       | 12,28 | 3     | 3          |     | - Alcalde: Antonio Pérez (PP) - Gobierno municipal: PP                              |
| C's                                          | Benidorm 25 concejales                | - Alcalde: Agustín Navarro (PSOE) - Gobierno municipal: PSOE                        | 2491       | 9,99  | 3     | 3          |     | - Alcalde: Antonio Pérez (PP) - Gobierno municipal: PP                              |
| Liberales de Benidorm                        | Benidorm 25 concejales                | - Alcalde: Agustín Navarro (PSOE) - Gobierno municipal: PSOE                        | 2232       | 8,95  | 2     | 1          |     | - Alcalde: Antonio Pérez (PP) - Gobierno municipal: PP                              |
| Compromís                                    | Benidorm 25 concejales                | - Alcalde: Agustín Navarro (PSOE) - Gobierno municipal: PSOE                        | 1740       | 6,98  | 2     | 2          |     | - Alcalde: Antonio Pérez (PP) - Gobierno municipal: PP                              |
|                                              | Alcoy 25 concejales                   | - Alcalde: Antonio Francés (PSOE) - Gobierno municipal: PSOE                        | PSOE       | 9830  | 30,82 | 9          | 2   | - Alcalde: Antonio Francés (PSOE) - Gobierno municipal: PSOE                        |
| EUPV                                         | Alcoy 25 concejales                   | - Alcalde: Antonio Francés (PSOE) - Gobierno municipal: PSOE                        | 6070       | 19,03 | 5     | 3          |     | - Alcalde: Antonio Francés (PSOE) - Gobierno municipal: PSOE                        |
| C's                                          | Alcoy 25 concejales                   | - Alcalde: Antonio Francés (PSOE) - Gobierno municipal: PSOE                        | 4926       | 15,44 | 4     | 4          |     | - Alcalde: Antonio Francés (PSOE) - Gobierno municipal: PSOE                        |
| PP                                           | Alcoy 25 concejales                   | - Alcalde: Antonio Francés (PSOE) - Gobierno municipal: PSOE                        | 4883       | 15,31 | 4     | 7          |     | - Alcalde: Antonio Francés (PSOE) - Gobierno municipal: PSOE                        |
| Compromís                                    | Alcoy 25 concejales                   | - Alcalde: Antonio Francés (PSOE) - Gobierno municipal: PSOE                        | 3958       | 12,41 | 3     | 2          |     | - Alcalde: Antonio Francés (PSOE) - Gobierno municipal: PSOE                        |
|                                              | San Vicente del Raspeig 25 concejales | - Alcalde: Luisa Pastor (PP) - Gobierno municipal: PP                               | PP         | 7102  | 26,52 | 7          | 8   | - Alcalde: Jesús Villar (PSOE) - Gobierno municipal: PSOE                           |
| PSOE                                         | San Vicente del Raspeig 25 concejales | - Alcalde: Luisa Pastor (PP) - Gobierno municipal: PP                               | 5338       | 19,94 | 5     | 1          |     | - Alcalde: Jesús Villar (PSOE) - Gobierno municipal: PSOE                           |
| EUPV                                         | San Vicente del Raspeig 25 concejales | - Alcalde: Luisa Pastor (PP) - Gobierno municipal: PP                               | 3569       | 13,33 | 4     | 0          |     | - Alcalde: Jesús Villar (PSOE) - Gobierno municipal: PSOE                           |
| Sí se puede San Vicente del Raspeig          | San Vicente del Raspeig 25 concejales | - Alcalde: Luisa Pastor (PP) - Gobierno municipal: PP                               | 3567       | 13,32 | 3     | 3          |     | - Alcalde: Jesús Villar (PSOE) - Gobierno municipal: PSOE                           |
| C's                                          | San Vicente del Raspeig 25 concejales | - Alcalde: Luisa Pastor (PP) - Gobierno municipal: PP                               | 3458       | 12,91 | 3     | 3          |     | - Alcalde: Jesús Villar (PSOE) - Gobierno municipal: PSOE                           |
| Compromís                                    | San Vicente del Raspeig 25 concejales | - Alcalde: Luisa Pastor (PP) - Gobierno municipal: PP                               | 2679       | 10,01 | 3     | 3          |     | - Alcalde: Jesús Villar (PSOE) - Gobierno municipal: PSOE                           |
|                                              | Elda 25 concejales                    | - Alcalde: Adela Pedrosa (PP) - Gobierno municipal: PP                              | PSOE       | 8911  | 31,75 | 9          | 1   | - Alcalde: Rubén Alfaro (PSOE) - Gobierno municipal: PSOE                           |
| PP                                           | Elda 25 concejales                    | - Alcalde: Adela Pedrosa (PP) - Gobierno municipal: PP                              | 6725       | 23,96 | 7     | 8          |     | - Alcalde: Rubén Alfaro (PSOE) - Gobierno municipal: PSOE                           |
| C’s                                          | Elda 25 concejales                    | - Alcalde: Adela Pedrosa (PP) - Gobierno municipal: PP                              | 2808       | 10,00 | 3     | 3          |     | - Alcalde: Rubén Alfaro (PSOE) - Gobierno municipal: PSOE                           |
| Sí se puede Elda                             | Elda 25 concejales                    | - Alcalde: Adela Pedrosa (PP) - Gobierno municipal: PP                              | 2804       | 9,99  | 2     | 2          |     | - Alcalde: Rubén Alfaro (PSOE) - Gobierno municipal: PSOE                           |
| Compromís                                    | Elda 25 concejales                    | - Alcalde: Adela Pedrosa (PP) - Gobierno municipal: PP                              | 2301       | 8,20  | 2     | 2          |     | - Alcalde: Rubén Alfaro (PSOE) - Gobierno municipal: PSOE                           |
| EUPV                                         | Elda 25 concejales                    | - Alcalde: Adela Pedrosa (PP) - Gobierno municipal: PP                              | 2122       | 7,56  | 2     | 0          |     | - Alcalde: Rubén Alfaro (PSOE) - Gobierno municipal: PSOE                           |
|                                              | Denia 21 concejales                   | - Alcalde: Ana Kringe (PP) - Gobierno municipal: PP                                 | PSOE       | 5402  | 28,40 | 7          | 1   | - Alcalde: Vicent Grimalt (PSOE) - Gobierno municipal: PSOE                         |
| PP                                           | Denia 21 concejales                   | - Alcalde: Ana Kringe (PP) - Gobierno municipal: PP                                 | 3290       | 18,53 | 4     | 5          |     | - Alcalde: Vicent Grimalt (PSOE) - Gobierno municipal: PSOE                         |
| Compromís                                    | Denia 21 concejales                   | - Alcalde: Ana Kringe (PP) - Gobierno municipal: PP                                 | 2953       | 16,63 | 4     | 3          |     | - Alcalde: Vicent Grimalt (PSOE) - Gobierno municipal: PSOE                         |
| Gente de Denia                               | Denia 21 concejales                   | - Alcalde: Ana Kringe (PP) - Gobierno municipal: PP                                 | 1818       | 10,24 | 2     | 0          |     | - Alcalde: Vicent Grimalt (PSOE) - Gobierno municipal: PSOE                         |
| C's                                          | Denia 21 concejales                   | - Alcalde: Ana Kringe (PP) - Gobierno municipal: PP                                 | 1744       | 9,82  | 2     | 2          |     | - Alcalde: Vicent Grimalt (PSOE) - Gobierno municipal: PSOE                         |
| Cambiemos entre todos Denia                  | Denia 21 concejales                   | - Alcalde: Ana Kringe (PP) - Gobierno municipal: PP                                 | 1593       | 8,97  | 2     | 2          |     | - Alcalde: Vicent Grimalt (PSOE) - Gobierno municipal: PSOE                         |
|                                              | Villena 21 concejales                 | - Alcalde: Francisco Javier Esquembre (Los Verdes) - Gobierno municipal: Los Verdes | Los Verdes | 8000  | 45,14 | 11         | 6   | - Alcalde: Francisco Javier Esquembre (Los Verdes) - Gobierno municipal: Los Verdes |
| PP                                           | Villena 21 concejales                 | - Alcalde: Francisco Javier Esquembre (Los Verdes) - Gobierno municipal: Los Verdes | 4720       | 26,23 | 7     | 3          |     | - Alcalde: Francisco Javier Esquembre (Los Verdes) - Gobierno municipal: Los Verdes |
| PSOE                                         | Villena 21 concejales                 | - Alcalde: Francisco Javier Esquembre (Los Verdes) - Gobierno municipal: Los Verdes | 2257       | 12,73 | 3     | 2          |     | - Alcalde: Francisco Javier Esquembre (Los Verdes) - Gobierno municipal: Los Verdes |
|                                              | Petrel 21 concejales                  | - Alcalde: Pascual Díaz Amat (PP) - Gobierno municipal: PP                          | PP         | 7105  | 38,88 | 9          | 3   | - Alcalde: Alfonso Lacasa (PSOE) - Gobierno municipal: PSOE                         |
| PSOE                                         | Petrel 21 concejales                  | - Alcalde: Pascual Díaz Amat (PP) - Gobierno municipal: PP                          | 4629       | 25,33 | 6     | 0          |     | - Alcalde: Alfonso Lacasa (PSOE) - Gobierno municipal: PSOE                         |
| EUPV                                         | Petrel 21 concejales                  | - Alcalde: Pascual Díaz Amat (PP) - Gobierno municipal: PP                          | 1977       | 10,82 | 2     | 0          |     | - Alcalde: Alfonso Lacasa (PSOE) - Gobierno municipal: PSOE                         |
| Sí se puede Petrel                           | Petrel 21 concejales                  | - Alcalde: Pascual Díaz Amat (PP) - Gobierno municipal: PP                          | 1564       | 8,56  | 2     | 2          |     | - Alcalde: Alfonso Lacasa (PSOE) - Gobierno municipal: PSOE                         |
| Compromís                                    | Petrel 21 concejales                  | - Alcalde: Pascual Díaz Amat (PP) - Gobierno municipal: PP                          | 1034       | 5,66  | 1     | 0          |     | - Alcalde: Alfonso Lacasa (PSOE) - Gobierno municipal: PSOE                         |
| C's                                          | Petrel 21 concejales                  | - Alcalde: Pascual Díaz Amat (PP) - Gobierno municipal: PP                          | 1020       | 5,58  | 1     | 1          |     | - Alcalde: Alfonso Lacasa (PSOE) - Gobierno municipal: PSOE                         |
|                                              | Santa Pola 21 concejales              | - Alcalde: Miguel Zaragoza (PP) - Gobierno municipal: PP                            | PP         | 5353  | 37,97 | 9          | 4   | - Alcalde: Yolanda Seva (PSOE) - Gobierno municipal: PSOE                           |
| PSOE                                         | Santa Pola 21 concejales              | - Alcalde: Miguel Zaragoza (PP) - Gobierno municipal: PP                            | 2631       | 18,66 | 4     | 1          |     | - Alcalde: Yolanda Seva (PSOE) - Gobierno municipal: PSOE                           |
| C’s                                          | Santa Pola 21 concejales              | - Alcalde: Miguel Zaragoza (PP) - Gobierno municipal: PP                            | 1660       | 11,78 | 3     | 3          |     | - Alcalde: Yolanda Seva (PSOE) - Gobierno municipal: PSOE                           |
| Compromís                                    | Santa Pola 21 concejales              | - Alcalde: Miguel Zaragoza (PP) - Gobierno municipal: PP                            | 1644       | 11,64 | 3     | 1          |     | - Alcalde: Yolanda Seva (PSOE) - Gobierno municipal: PSOE                           |
| Sí se puede Santa Pola                       | Santa Pola 21 concejales              | - Alcalde: Miguel Zaragoza (PP) - Gobierno municipal: PP                            | 1094       | 7,76  | 1     | 1          |     | - Alcalde: Yolanda Seva (PSOE) - Gobierno municipal: PSOE                           |
| EUPV                                         | Santa Pola 21 concejales              | - Alcalde: Miguel Zaragoza (PP) - Gobierno municipal: PP                            | 753        | 5,34  | 1     | 0          |     | - Alcalde: Yolanda Seva (PSOE) - Gobierno municipal: PSOE                           |
|                                              | Villajoyosa 21 concejales             | - Alcalde: Jaime Lloret (PP) - Gobierno municipal: PP                               | PSOE       | 3567  | 24,95 | 6          | 1   | - Alcalde: Andreu Verdú (PSOE) - Gobierno municipal: PSOE                           |
| PP                                           | Villajoyosa 21 concejales             | - Alcalde: Jaime Lloret (PP) - Gobierno municipal: PP                               | 3461       | 24,20 | 6     | 5          |     | - Alcalde: Andreu Verdú (PSOE) - Gobierno municipal: PSOE                           |
| C's                                          | Villajoyosa 21 concejales             | - Alcalde: Jaime Lloret (PP) - Gobierno municipal: PP                               | 1994       | 13,95 | 3     | 3          |     | - Alcalde: Andreu Verdú (PSOE) - Gobierno municipal: PSOE                           |
| Compromís                                    | Villajoyosa 21 concejales             | - Alcalde: Jaime Lloret (PP) - Gobierno municipal: PP                               | 1682       | 11,76 | 3     | 3          |     | - Alcalde: Andreu Verdú (PSOE) - Gobierno municipal: PSOE                           |
| Gente por Villajoyosa                        | Villajoyosa 21 concejales             | - Alcalde: Jaime Lloret (PP) - Gobierno municipal: PP                               | 1028       | 7,19  | 2     | 0          |     | - Alcalde: Andreu Verdú (PSOE) - Gobierno municipal: PSOE                           |
| EUPV                                         | Villajoyosa 21 concejales             | - Alcalde: Jaime Lloret (PP) - Gobierno municipal: PP                               | 768        | 5,37  | 1     | 2          |     | - Alcalde: Andreu Verdú (PSOE) - Gobierno municipal: PSOE                           |
|                                              | Jávea 21 concejales                   | - Alcalde: José Chulvi (PSOE) - Gobierno municipal: PSOE                            | PSOE       | 5655  | 59,99 | 14         | 8   | - Alcalde: José Chulvi (PSOE) - Gobierno municipal: PSOE                            |
| Jávea Democrática                            | Jávea 21 concejales                   | - Alcalde: José Chulvi (PSOE) - Gobierno municipal: PSOE                            | 1591       | 16,88 | 4     | 1          |     | - Alcalde: José Chulvi (PSOE) - Gobierno municipal: PSOE                            |
| PP                                           | Jávea 21 concejales                   | - Alcalde: José Chulvi (PSOE) - Gobierno municipal: PSOE                            | 1050       | 11,14 | 2     | 3          |     | - Alcalde: José Chulvi (PSOE) - Gobierno municipal: PSOE                            |
| Compromís                                    | Jávea 21 concejales                   | - Alcalde: José Chulvi (PSOE) - Gobierno municipal: PSOE                            | 713        | 7,56  | 1     | 2          |     | - Alcalde: José Chulvi (PSOE) - Gobierno municipal: PSOE                            |
|                                              | Calpe 21 concejales                   | - Alcalde: César Sánchez Pérez (PP) - Gobierno municipal: PP                        | PP         | 2903  | 38,86 | 9          | 1   | - Alcalde: César Sánchez Pérez (PP) - Gobierno municipal: PP                        |
| PSOE                                         | Calpe 21 concejales                   | - Alcalde: César Sánchez Pérez (PP) - Gobierno municipal: PP                        | 1457       | 19,50 | 4     | 1          |     | - Alcalde: César Sánchez Pérez (PP) - Gobierno municipal: PP                        |
| Gente de Calpe                               | Calpe 21 concejales                   | - Alcalde: César Sánchez Pérez (PP) - Gobierno municipal: PP                        | 767        | 10,27 | 2     | 1          |     | - Alcalde: César Sánchez Pérez (PP) - Gobierno municipal: PP                        |
| Alternativa Popular para Calpe               | Calpe 21 concejales                   | - Alcalde: César Sánchez Pérez (PP) - Gobierno municipal: PP                        | 674        | 9,02  | 2     | 1          |     | - Alcalde: César Sánchez Pérez (PP) - Gobierno municipal: PP                        |
| Sí se puede Calpe                            | Calpe 21 concejales                   | - Alcalde: César Sánchez Pérez (PP) - Gobierno municipal: PP                        | 601        | 8,05  | 2     | 2          |     | - Alcalde: César Sánchez Pérez (PP) - Gobierno municipal: PP                        |
| Compromís                                    | Calpe 21 concejales                   | - Alcalde: César Sánchez Pérez (PP) - Gobierno municipal: PP                        | 585        | 7,83  | 2     | 2          |     | - Alcalde: César Sánchez Pérez (PP) - Gobierno municipal: PP                        |
|                                              | Crevillente 21 concejales             | - Alcalde: César Asencio (PP) - Gobierno municipal: PP                              | PP         | 5299  | 36,82 | 9          | 4   | - Alcalde: César Asencio (PP) - Gobierno municipal: PP                              |
| Compromís                                    | Crevillente 21 concejales             | - Alcalde: César Asencio (PP) - Gobierno municipal: PP                              | 3203       | 22,26 | 5     | 2          |     | - Alcalde: César Asencio (PP) - Gobierno municipal: PP                              |
| PSOE                                         | Crevillente 21 concejales             | - Alcalde: César Asencio (PP) - Gobierno municipal: PP                              | 1893       | 13,15 | 3     | 0          |     | - Alcalde: César Asencio (PP) - Gobierno municipal: PP                              |
| C's                                          | Crevillente 21 concejales             | - Alcalde: César Asencio (PP) - Gobierno municipal: PP                              | 1355       | 9,42  | 2     | 2          |     | - Alcalde: César Asencio (PP) - Gobierno municipal: PP                              |
| EUPV                                         | Crevillente 21 concejales             | - Alcalde: César Asencio (PP) - Gobierno municipal: PP                              | 1324       | 9,20  | 2     | 0          |     | - Alcalde: César Asencio (PP) - Gobierno municipal: PP                              |
|                                              | Campello 21 concejales                | - Alcalde: Juan José Berenguer (PP) - Gobierno municipal: PP                        | PP         | 3356  | 27,70 | 7          | 3   | - Alcalde: Benjamí Soler (Compromís) - Gobierno municipal: Compromís                |
| PSOE                                         | Campello 21 concejales                | - Alcalde: Juan José Berenguer (PP) - Gobierno municipal: PP                        | 1762       | 14,50 | 3     | 3          |     | - Alcalde: Benjamí Soler (Compromís) - Gobierno municipal: Compromís                |
| C's                                          | Campello 21 concejales                | - Alcalde: Juan José Berenguer (PP) - Gobierno municipal: PP                        | 1613       | 13,30 | 3     | 3          |     | - Alcalde: Benjamí Soler (Compromís) - Gobierno municipal: Compromís                |
| Compromís                                    | Campello 21 concejales                | - Alcalde: Juan José Berenguer (PP) - Gobierno municipal: PP                        | 1470       | 12,10 | 3     | 1          |     | - Alcalde: Benjamí Soler (Compromís) - Gobierno municipal: Compromís                |
| EUPV                                         | Campello 21 concejales                | - Alcalde: Juan José Berenguer (PP) - Gobierno municipal: PP                        | 971        | 8,00  | 2     | 1          |     | - Alcalde: Benjamí Soler (Compromís) - Gobierno municipal: Compromís                |
| Partido de Campello                          | Campello 21 concejales                | - Alcalde: Juan José Berenguer (PP) - Gobierno municipal: PP                        | 931        | 7,70  | 2     | 2          |     | - Alcalde: Benjamí Soler (Compromís) - Gobierno municipal: Compromís                |
| Los Verdes                                   | Campello 21 concejales                | - Alcalde: Juan José Berenguer (PP) - Gobierno municipal: PP                        | 721        | 5,90  | 1     | 0          |     | - Alcalde: Benjamí Soler (Compromís) - Gobierno municipal: Compromís                |
|                                              | Novelda 21 concejales                 | - Alcalde: Milagrosa Martínez (PP) - Gobierno municipal: PP                         | PSOE       | 3303  | 24,63 | 6          | 1   | - Alcalde: Francisco Martínez (PSOE) - Gobierno municipal: PSOE                     |
| UPyD                                         | Novelda 21 concejales                 | - Alcalde: Milagrosa Martínez (PP) - Gobierno municipal: PP                         | 3091       | 23,04 | 6     | 3          |     | - Alcalde: Francisco Martínez (PSOE) - Gobierno municipal: PSOE                     |
| PP                                           | Novelda 21 concejales                 | - Alcalde: Milagrosa Martínez (PP) - Gobierno municipal: PP                         | 2973       | 22,17 | 5     | 7          |     | - Alcalde: Francisco Martínez (PSOE) - Gobierno municipal: PSOE                     |
| Compromís                                    | Novelda 21 concejales                 | - Alcalde: Milagrosa Martínez (PP) - Gobierno municipal: PP                         | 2023       | 15,08 | 3     | 3          |     | - Alcalde: Francisco Martínez (PSOE) - Gobierno municipal: PSOE                     |
| Ganar Novelda                                | Novelda 21 concejales                 | - Alcalde: Milagrosa Martínez (PP) - Gobierno municipal: PP                         | 896        | 6,68  | 1     | 0          |     | - Alcalde: Francisco Martínez (PSOE) - Gobierno municipal: PSOE                     |
|                                              | Altea 21 concejales                   | - Alcalde: Miguel Ortiz (PP) - Gobierno municipal: PP                               | PP         | 2625  | 29,93 | 7          | 3   | - Alcalde: Jaume Llinares (Compromís) - Gobierno municipal: Compromís               |
| Compromís                                    | Altea 21 concejales                   | - Alcalde: Miguel Ortiz (PP) - Gobierno municipal: PP                               | 2334       | 26,61 | 6     | 3          |     | - Alcalde: Jaume Llinares (Compromís) - Gobierno municipal: Compromís               |
| PSOE                                         | Altea 21 concejales                   | - Alcalde: Miguel Ortiz (PP) - Gobierno municipal: PP                               | 1561       | 17,80 | 4     | 1          |     | - Alcalde: Jaume Llinares (Compromís) - Gobierno municipal: Compromís               |
| Ciudadanos Independientes por Altea          | Altea 21 concejales                   | - Alcalde: Miguel Ortiz (PP) - Gobierno municipal: PP                               | 823        | 9,38  | 2     | 1          |     | - Alcalde: Jaume Llinares (Compromís) - Gobierno municipal: Compromís               |
| Altea amb Trellat                            | Altea 21 concejales                   | - Alcalde: Miguel Ortiz (PP) - Gobierno municipal: PP                               | 783        | 8,93  | 2     | 2          |     | - Alcalde: Jaume Llinares (Compromís) - Gobierno municipal: Compromís               |
|                                              | Ibi 21 concejales                     | - Alcalde: Rafael Serralta (PP) - Gobierno municipal: PP                            | PP         | 4301  | 33,64 | 8          | 2   | - Alcalde: Rafael Serralta (PP) - Gobierno municipal: PP                            |
| PSOE                                         | Ibi 21 concejales                     | - Alcalde: Rafael Serralta (PP) - Gobierno municipal: PP                            | 3627       | 28,37 | 7     | 1          |     | - Alcalde: Rafael Serralta (PP) - Gobierno municipal: PP                            |
| Alternativa Democrática Independiente de Ibi | Ibi 21 concejales                     | - Alcalde: Rafael Serralta (PP) - Gobierno municipal: PP                            | 1475       | 11,54 | 2     | 0          |     | - Alcalde: Rafael Serralta (PP) - Gobierno municipal: PP                            |
| Compromís                                    | Ibi 21 concejales                     | - Alcalde: Rafael Serralta (PP) - Gobierno municipal: PP                            | 1114       | 8,71  | 2     | 2          |     | - Alcalde: Rafael Serralta (PP) - Gobierno municipal: PP                            |
| EUPV                                         | Ibi 21 concejales                     | - Alcalde: Rafael Serralta (PP) - Gobierno municipal: PP                            | 1014       | 7,93  | 1     | 1          |     | - Alcalde: Rafael Serralta (PP) - Gobierno municipal: PP                            |
| C’s                                          | Ibi 21 concejales                     | - Alcalde: Rafael Serralta (PP) - Gobierno municipal: PP                            | 864        | 6,76  | 1     | 1          |     | - Alcalde: Rafael Serralta (PP) - Gobierno municipal: PP                            |